# Kovači (Nikšić)
Pour les articles homonymes, voir Kovači.
Kovači (en serbe cyrillique: Ковачи) est un village de l'ouest du Monténégro, dans la municipalité de Nikšić.

## Démographie

### Évolution historique de la population[1]
| 1948 | 1953 | 1961 | 1971 | 1981 | 1991 | 2003 |
| ---- | ---- | ---- | ---- | ---- | ---- | ---- |
| 190  | 182  | 184  | 119  | 87   | 39   | 49   |